# Peperomia pillahuatana
Peperomia pillahuatana är en pepparväxtart som beskrevs av William Trelease. Peperomia pillahuatana ingår i släktet peperomior, och familjen pepparväxter. Inga underarter finns listade i Catalogue of Life.